# Labrit
Labrit település Franciaországban, Landes megyében. Lakosainak száma 849 fő (2022. január 1.). Labrit Bélis, Brocas, Cachen, Luxey, Sabres, Le Sen és Vert községekkel határos.

## Népesség
A település népességének változása:
| Lakosok száma | 757  | 699  | 666  | 825  | 869  | 870  | 864  | 866  | 863  | 849  |
|               | 1968 | 1982 | 1990 | 2006 | 2013 | 2015 | 2017 | 2019 | 2020 | 2022 |